# ジョージ・デュヴィヴィエ
ジョージ・デュヴィヴィエ（George Duvivier、1920年8月17日 – 1985年7月11日）は、アメリカ合衆国のジャズ・ベーシストで編曲家。

## 経歴
ニューヨーク・シティに生まれ、ハイスクールでチェロとヴァイオリンを学ぶが、後にダブルベースに転向した。作曲とスコアリングを学んだ後、1940年代初頭に先ずはラッキー・ミリンダーの、次いでキャブ・キャロウェイの楽団に入団した。その後は兵役に就いている。
デュヴィヴィエは優れた作曲家であり、2つのビッグ・バンドのために多くの楽曲を編曲した。生涯の大半をフリーランスのベース奏者として過ごし、長期間にわたって特定のグループに所属することはなかったが、いくつかの最も偉大なグループと共演している。
1953年にバド・パウエルのバンドのベーシストを務めており、その間に発表された記念碑的な録音『ジ・アメイジング・バド・パウエル第2集』のために編曲も手懸けた。1957年から1959年までは、オルガニストのシャーリー・スコットやドラマーのアーサー・エッジヒルとともにサックス奏者、エディ・ロックジョウ・デイヴィスのカルテットに参加している。
1956年には映画『ベニイ・グッドマン物語』で楽団員として演奏した。1970年代には、ソプラノ・サミットの一員を務めた。1983年に『デイヴィッド・レターマン・ショー』に出演して、シンガーソングライターのトム・ウェイツの伴奏をしたのが最後の演奏となった。1985年に癌のためマンハッタンの自宅にて逝去。